# Anisacanthus thurberi
Anisacanthus thurberi är en akantusväxtart som först beskrevs av John Torrey, och fick sitt nu gällande namn av Samuel Frederick Gray. Anisacanthus thurberi ingår i släktet Anisacanthus och familjen akantusväxter. Inga underarter finns listade i Catalogue of Life.